# Esglandes
Esglandes est une ancienne commune du département de la Manche.

## Histoire
Aux XIe – XIIe siècles, la paroisse relève de l'honneur du Hommet.
Au XIIIe siècle, l'église avait deux cures dont une était à la présentation de la famille de Thère, famille très ancienne, et qui jusque dans le milieu du XVIIIe siècle fut en possession du château d'Esglandes, époque où celui-ci passa, par mariage, à M. d'Ambray, chancelier de France.
À la création des cantons, Esglandes est chef-lieu de canton. Ce canton est supprimé lors du redécoupage cantonal de l'an IX (1801).
La commune fusionne en 1836 avec Le Mesnil-Durand et Bahais pour former la nouvelle commune de Pont-Hébert.

## Démographie
| 1793 | 1800 | 1806 | 1821 | 1831 |
| ---- | ---- | ---- | ---- | ---- |
| 489  | 423  | 508  | 504  | 513  |

## Administration

### Circonscriptions administratives avant la Révolution
- Généralité : Caen.
- Élection : Carentan et Saint-Lô en 1612/1636, Carentan en 1677, Saint-Lô en 1713.
- Sergenterie : Le Hommet.

## Religion

### Circonscriptions ecclésiastiques avant la Révolution
- Diocèse : Coutances.
- Archidiaconé : Val de Vire.
- Doyenné : Le Hommet.

## Lieux et monuments
- Ancien château d'Esglandes. Il est mentionné (Egglandes[4]) dans un acte de 1026 parmi les terres que le duc Richard III de Normandie donne en dot à Adèle, fille du roi Robert[5].
- Vestiges de l'ancienne église paroissiale d'Esglandes dont il subsiste le clocher.